# 진주 청곡사 영산회상도
진주 청곡사 영산회상도(晉州 靑谷寺 靈山會上圖)는 대한민국 경상남도 진주시 청곡사에 있는 조선시대의 영산회상도이다. 2000년 1월 31일 경상남도의 유형문화재 제349호로 지정되었다.

## 개요
영산회상이란 석가모니가 인도에 있는 영취산에서『법화경』을 설한 법회모임을 말한다. 그러나 시대를 지나면서 영산회상의 개념은 석가의 설법자체를 의미하는 것으로 바뀌었다. 이 그림은 영산회상을 이 땅에 실현하고자 하는 강한 신앙심의 구체적 표현이기도 하다.
‘영산회상도’는 대웅전이나 영산전의 불상 뒤편에 봉안되는 것이 보통이다. 영산회상은 일반적으로 석가여래를 중심으로 좌우에 2대 또는 4대·6대·8대 보살과 10대 제자, 불법을 지키는 선신들로 구성된다.
청곡사 대웅전의 후불탱화로 제작된 ‘영산회상도’는 길이 410cm, 폭 273cm로, 항마촉지인을 한 석가모니불을 중심으로 지옥을 다스리는 시왕상이 그려진 대작이다. 비단 바탕에 화려하게 채색된 이 그림은 조선 영조 26년(1750)에 제작된 것으로 내용이나 규모면에서 보기 드문 불화이다.

## 참고 자료
- 진주 청곡사 영산회상도 - 국가유산청 국가유산포털